# Rasim Aliyev
Rasim Aliyev (in azero Əliyev Rasim Məmmədəli oğlu; Baku, 18 agosto 1984 – Baku, 9 agosto 2015) è stato un giornalista e attivista per i diritti umani azero.
È stato membro dell'Istituto per la libertà e la sicurezza dei reporter (IRFS). Dopo una partita di calcio tra Cipro e Azerbaijan, Aliyev ha criticato il giocatore della nazionale Cavid Hüseynov. In seguito a questo, è stato brutalmente picchiato da diversi assalitori ed è morto in ospedale il giorno seguente.

## Biografia
Rasim Aliyev si è laureato presso l'Accademia petrolifera statale dell'Azerbaigian. Ha iniziato a lavorare per l'Institute for Reporters' Freedom and Safety (IRFS) dal 2007, divenendone presidente nell'ottobre 2014. Nelle prime fasi della sua carriera con l'IRFS, Aliyev si occupava di diritti umani e ha monitorato i tribunali dell'Azerbaigian. Aliyev subì crescenti pressioni dagli avversari dell'IRFS e nel 2013 è stato brutalmente picchiato. L'incidente è stato fotografato e l'immagine è diventata assai nota.
È diventato redattore del canale televisivo indipendente dell'IRFS, Objective TV, nel 2010: si trattava di una fonte di notizie online sulle questioni riguardanti i diritti umani che è stata chiusa nell'agosto 2014 con la forza dalle autorità azere.
Nel luglio 2015, Aliyev ha pubblicato fotografie di alcune scene di brutalità da parte della polizia azera. Ha poi ricevuto numerose minacce di morte e ricatti: ha rivolto una richiesta di protezione alle forze dell'ordine ma non gli è mai stata concessa.

### L'omicidio
Dopo una partita di calcio giocata a Cipro tra la squadra azera del Qəbələ e la squadra cipriota Apollon Limassol, Rasim Aliyev ha criticato Cavid Hüseynov, un giocatore nazionale dell'Azerbaijan, per aver sventolato una bandiera turca verso i tifosi ciprioti e fatto un gesto brusco a un giornalista che gli chiedeva un riscontro su quell'atto. In un post di Facebook, Aliyev ha chiesto che a Hüseynov fosse impedito di continuare a giocare. Ha anche definito Hüseynov "immorale e cafone" per il suo gesto.
A Baku, Aliyev ha ricevuto una telefonata da un uomo che sosteneva di essere un parente di Hüseynov, e che ha rabbiosamente apostrofato Aliyev per le sue critiche nei confronti del calciatore. Più tardi, Aliyev ha accettato di incontrare l'uomo per riconciliarsi con lui ma sul luogo dell'incontro è stato aggredito da sei uomini, duramente percosso e derubato.
Al pronto soccorso dell'ospedale, sono state riscontrate quattro costole rotte; sono stati diagnosticati anche danni alle orecchie, ma nessuna lesione interna. Le sue condizioni sono peggiorate durante la notte ed è stato operato per la rimozione della milza. Il giorno dopo l'aggressione è morto per un'emorragia interna.
I colleghi di Aliyev hanno suggerito che l'aggressione a Aliyev potrebbe essere stata di matrice politica invece che ad opera di tifosi.L'Istituto per la libertà e la sicurezza dei reporter ha inoltre affermato che i medici non hanno fatto tutto il possibile per la diagnosi e la cura dei danni riportati, né è stato spostato e curato nell'unità di terapia intensiva e attribuiscono la mancanza di cure adeguate a presunte pressioni delle autorità azere.
La polizia ha poi arrestato un parente di Hüseynov in relazione all'aggressione. Il 31 maggio 2016, il tribunale ha condannato diverse persone coinvolte nell'omicidio: Elshan Ismailov (13 anni di reclusione), Arif Aliyev (12 anni e sei mesi), Jamal Mammadov (11 anni) Samir Mustafayev e Kyanan Madatov (9 anni ciascuno) e il giocatore Cavid Hüseynov (4 anni).

## Condanna internazionale
La morte di Rasim Aliyev ha scatenato la condanna mondiale di numerose organizzazioni internazionali tra cui la Federazione europea dei giornalisti, la Federazione internazionale dei giornalisti, l'Associazione internazionale dei club della stampa,  l'Istituto per la libertà e la sicurezza dei giornalisti e altri.
Il direttore generale dell'UNESCO, Irina Bokova, ha condannato l'aggressione e ha chiesto un'indagine approfondita sulla sua morte. Il rappresentante dell'OSCE Dunja Mijatović ha condannato l'aggressione in una lettera al presidente dell'Azerbaigian İlham Əliyev. Natalia Nozadze, rappresentante di Amnesty International, ha invitato İlham Əliyev e il governo azero ad avviare un'indagine approfondiita e imparziale. Ha affermato inoltre che le autorità azere devono proteggere efficacemente i giornalisti per garantire la libertà di stampa già assai compromessa nel Paese.